# 사이먼 레이놀즈

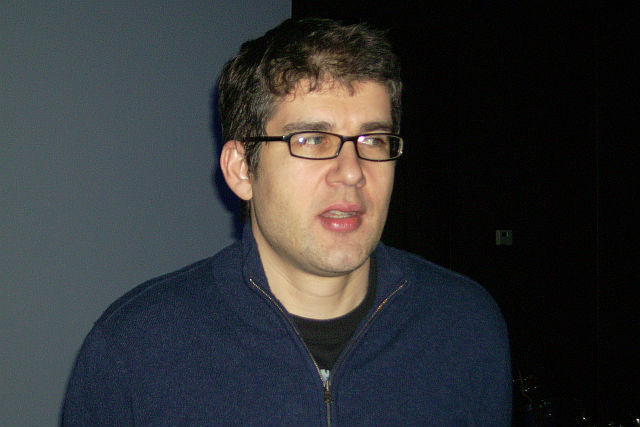
2011년 모습

사이먼 레이놀즈(영어: Simon Reynolds, 1963년 6월 19일 ~ )는 잉글랜드의 음악 평론가이자 작가로 1980년대 중반 멜로디 메이커에서 경력을 시작하였다. 그 이후로는 프리랜서로 활동하며 스핀, 롤링 스톤, 뉴욕 타임스, 빌리지 보이스, 가디언, 와이어, 피치포크 및 다양한 출판사에서 글을 게재하였으며, 음악 및 대중음악에 관한 다양한 책들을 저술하였다.

## 생애

### 어린 시절과 《Blissed Out》 (1990)
레이놀즈는 1963년 런던에서 태어나 버컴스테드에서 자랐다. 남동생인 팀에게서 영향을 받아 1978년 록 음악, 특히 펑크에 빠지게 된다. 1980년대 초반에는 옥스퍼드 대학교 브래스너스 칼리지에 재학했다. 졸업 후 1984년에는 옥스퍼드를 중심으로한 팝 문화 저널인 모니터(Monitor)를 친구이자 미래의 멜로디 메이커 동료인 폴 오드필드 및 데이비드 스텁스, 그리고 힐러리 리틀과 크리스 스콧 등과 함께 공동 창간하였다.
1986년, 레이놀즈는 멜로디 메이커에 입사하였으며, 당시 레이놀즈가 다루던 주요한 주제는 1980년대 중반에 결성된 네오사이키델리아 및 힙합(A.R. 케인, 마이 블러디 밸런타인, 퍼블릭 에너미, 스로잉 뮤지스, 영 갓즈 등)에 대해 다루었다. 이 기간 동안 레이놀즈와 그의 멜로디 메이커 동료들은 모험적이지 않은 스타일 및 접근법 등과 그 시대의 인디 록, 솔, 팝 음악의 보수적인 인문주의라고 특징짓는 것을 반대하였다. 80년대 후반에 쓴 글들은 1990년에 출판된 《Blissed Out: The Raptures of Rock》의 주제가 되었다.

### 《Rip It Up》과 《Start Again》 (2005), 그리고 《Retromania》 (2011)
2005년, 레이놀즈는 포스트펑크 시대의 역사를 다루는 《Rip It Up and Start Again: Postpunk 1978–1984》를 출간하였다. 2007년에는 백인의 보헤미안 록과 흑인의 스트릿 음악의 관계성에 대해 다루는 《Bring the Noise: 20 Years of Writing about Hip Rock and Hip Hop》을 출간하였다. 이듬해에는 초판 이후 수십 년 간의 댄스 음악에 대해 다룬 새 장을 포함한 《Energy Flesh》의 개정판을 냈다. 2009년에는 《Rip It Up and Start Again》의 자매서 격인 《Totally Wired: Postpunk Interviews and Overviews》를 출판하였다.
2011년 레이놀즈는 《Retromania: Pop Culture's Addiction to Its Own Past》를 발간했다.

### 《Shock and Awe》 (2016)과 현재
레이놀즈의 여덟 번째 책인 《Shock and Awe: Glam Rock and Its Legacy》는 글램 록에 대해 다룬 것으로 2016년 10월에 출간되었다. 그 이후로는 로스앤젤레스에 거주하며 잡지에 프리랜서로 글을 기고하고, 강의 등을 진행하였다.

## 연말 비평가 설문
레이놀즈는 대개 와이어와 Rewind나 빌리지 보이스의 패즈 & 잡 설문을 통해 수 년간 연말 비평가 설문조사에 참여하였다.
| 연도 | 음악가                                        | 작품                          | 출처 |
| ---- | --------------------------------------------- | ----------------------------- | --- |
| 1991 | 월드 오브 트위스트                            | Quality Street                | 레이놀즈의 블로그 (와이어 투표)                                                                                                   |
| 1994 | 트리키                                        | "Aftermath"                   | 레이놀즈의 블로그 (와이어 투표)                                                                                                   |
| 1995 | 트리키                                        | Maxinquaye                    | 레이놀즈의 블로그 (와이어 투표)                                                                                                   |
| 1999 | 포지션 노멀                                   | Stop Your Nonsense            | 레이놀즈의 블로그 (빌리지 보이스와 언컷 글 모음)                                                                                  |
| 2000 | Isolée                                        | Rest                          | 와이어 |
| 2001 | 펄프                                          | We Love Life                  | 와이어 |
| 2002 | 스트리츠                                      | Original Pirate Material      | 와이어 |
| 2003 | 디지 래스컬                                   | Boy in da Corner              | 와이어 |
| 2004 | 디지 래스컬                                   | Showtime                      | 와이어 |
| 2005 | 아리엘 핑크                                   | Worn Copy                     | 와이어 |
| 2006 | 스크리티 폴리티                               | White Bread Black Beer        | 와이어 |
| 2007 | 블랙 모스 슈퍼 레인보우                       | Dandelion Gum                 | 와이어 |
| 2008 | 뱀파이어 위켄드                               | Vampire Weekend               | 와이어 및 패즈 & 잡 |
| 2009 | 공동: 미카추 앤 더 셰이프스 / 더티 프로젝터스 | Jewellery / Bitte Orca        | 패즈 & 잡에서 레이놀즈는 두 음반에 동일한 점수를 할당하였으나, 동일 점수를 부여하지 못하는 와이어에서는 Jewellery만을 선택하였다. |
| 2010 | 공동: 레인저스 / 아리엘 핑크                  | Suburban Tours / Before Today | 패즈 & 잡에서는 두 음반에 동일한 점수를, 와이어에서는 Suburban Tours만 선택했다.                                                  |
| 2011 | 메트로노미                                    | The English Riviera           | 패즈 & 잡 |
| 2012 | 아리엘 핑크                                   | Mature Themes                 | 와이어 |
| 2013 | 세이즈 더 제미니 feat. Iamsu!                 | "Gas Pedal"                   | 와이어 |
| 2014 | 티나셰 feat. 스쿨보이 큐                      | "2 On"                        | 와이어 |
| 2015 | 퓨처                                          | "Fuck Up Some Commas"         | 와이어 |
| 2016 | eMMplekz                                      | Rook to TN34                  | 와이어 |
| 2017 | 트래비스 스콧                                 | "Goosebumps"                  | 와이어 |
| 2018 | 미고스                                        | Culture II                    | 와이어 |
| 2019 | Baron Mordant                                 | Mark of the Mould             | 와이어 |

## 서적 목록

### 책
- Blissed Out: The Raptures of Rock. London: Serpent's Tail (Aug. 1990). ISBN 1852421991.
- The Sex Revolts: Gender, Rebellion and Rock 'N' Roll, with Joy Press. London: Serpent's Tail (Jan. 1995). ISBN 1852422548.
- Energy Flash: A Journey Through Rave Music and Dance Culture. United Kingdom: Palgrave Macmillan (2008). ISBN 978-0330454209.
  - Hardcover ed. (abridged). Generation Ecstasy: Into the World of Techno and Rave Culture. Boston: Little, Brown (1998). ISBN 0316741116.
  - Softcover ed.: London: Routledge (1999). ISBN 0415923735.
- Rip It Up and Start Again: Postpunk 1978–1984. London: Faber & Faber (Apr. 2005). ISBN 0571215696.
  - U.S. ed.: Penguin (Feb 2006). ISBN 0143036726. Full text.
- Bring The Noise: 20 Years of Writing About Hip Rock and Hip-Hop. London: Faber & Faber (May 2007). ISBN 978-0571232079.
- Totally Wired: Post-Punk Interviews and Overviews. London: Faber & Faber (Feb 2009). ISBN 978-0571235490.
  - U.S. ed.: Soft Skull Press (Sep 2010). ISBN 1593762860.
- Retromania: Pop Culture's Addiction to Its Own Past. London: Faber & Faber (Jun. 2011). ISBN 978-0571232086.
- Shock and Awe: Glam Rock and Its Legacy, from the Seventies to the Twenty-First Century. London: Faber & Faber (Oct. 2016). ISBN 978-0571301713.
- k-punk: The Collected and Unpublished Writings of Mark Fisher. Edited, with a foreword, by Darren Ambrose. Repeater Books (Nov. 2018). ISBN 978-1912248285.
- Futuromania: Electronic Dreams from Moroder to Migos. Minimum fax (Nov. 2020). ISBN 978-8833890920.

#### 참여한 서적
- "Ecstasy is a Science: Techno-romanticism." In: Stars Don't Stand Still in the Sky: Music and Myth. Edited by Karen Kelly and Evelyn McDonnell. New York University Press in collaboration with Dia Center for the Arts (1999). ISBN 0814747264.